# Камілло Гонсалвіш
Камілло Гонсалвіш (англ. Camillo Gonsalves, 12 червня 1972, Філадельфія) — політик, юрист і дипломат Сент-Вінсента та Гренадини. Постійний представник при ООН у 2007—2013 роках. Також він був членом Палати Зборів. Син Ральфа Гонсалвіша, прем'єр-міністра Сент-Вінсента та Гренадини та професора психології Університету Стоктона, Соні В. Гонсалвіш.

## Життєпис
Народився 12 червня 1972 року у Філадельфії. Він навчався і розпочав свою кар'єру в США. Закінчив Університет Темпл у Філадельфії зі ступенем бакалавра мистецтв, де працював журналістом. У штаті Вашингтон, округ Колумбія, він працював адвокатом корпоративних судових процесів. Він має ступінь магістра наук з глобальних питань в Нью-Йоркському університеті.
Камілло Гонсалвіш працював старшим адвокатом уряду Сент-Вінсента та Гренадини, на різних посадах на Кубі, Венесуелі, Ефіопії, Південній Кореї, Лівії та в усьому регіоні КАРІКОМ.
У листопаді 2007 року він став постійним представником при ООН, замінивши посла Маргарет Хьюз-Феррарі. Він став міністром закордонних справ у вересні 2013 року
У вересні 2013 року він був призначений сенатором в Палаті асамблей і відмовився від свого громадянства США до прийняття на посаду. У листопаді 2017 року він був призначений міністром фінансів, на посаду, яку займав його батько з 2001 року.